# Omak
Omak – miasto w Stanach Zjednoczonych, w stanie Waszyngton, w hrabstwie Okanogan.